# Peacock Peak
Der Peacock Peak ist ein Berg im westantarktischen Marie-Byrd-Land. Er ragt 1,5 km südlich des Bennett Bluff an der Westflanke des oberen Abschnitts des Berry-Gletschers auf.
Der United States Geological Survey kartierte ihn anhand eigener Vermessungen und mittels Luftaufnahmen der United States Navy aus den Jahren von 1959 bis 1965. Das Advisory Committee on Antarctic Names benannte ihn 1974 nach dem Ionosphärenphysiker Dennis S. Peacock, der von 1970 bis 1971 auf der Byrd-Station tätig war.